# Придорожнє (Магжана Жумабаєва район)
Придоро́жнє (каз. Придорожное) — село у складі району Магжана Жумабаєва Північноказахстанської області Казахстану. Входить до складу Алтинданського сільського округу.
Населення — 264 особи (2021; 500 у 2009, 559 у 1999, 571 у 1989).
Національний склад станом на 1989 рік:
- росіяни — 42 %
- казахи — 25 %.